# Fabiane Secches
Fabiane Vertemati do Amaral Secches (Minas Gerais, 1 de maio de 1980) é uma escritora, crítica literária, professora, tradutora e pesquisadora brasileira.

## Biografia
Nasceu em Minas Gerais, em 1980. Graduou-se na Faculdade de Direito do Largo de São Francisco, na USP, (1998-2002). Posteriormente, concluiu uma formação em Psicanálise no Centro de Estudos Psicanalíticos e um mestrado em Teoria Literária e Literatura Comparada também na USP. Atualmente, é doutoranda na mesma área.
Em 2020 publicou o livro Elena Ferrante, uma longa experiência de ausência (2020), pela editora Claraboia, no qual disseca a obra de Elena Ferrante pelo viés da crítica literária e da psicanálise.
Em 2022 publicou Depois do fim, pela editora Instante, uma antologia de ensaios literários sobre literatura e antropoceno com participação, entre outros nomes, de Ana Rüsche, Christian Dunker, Giovana Madalosso, Itamar Vieira Junior, Maria Esther Maciel, Natalia Timerman e Paulo Scott.
É colaboradora da Folha de S.Paulo e da revista Quatro Cinco Um, e colunista da revista Marie Claire. Seus textos sobre audiovisual, literatura e psicanálise também foram publicados na revista Cult e nos jornais O Globo e Rascunho, entre outros veículos.
A convite da escritora e professora de literatura Socorro Acioli, organizou ao seu lado uma antologia de contos sombrios chamada O dia escuro (Companhia das Letras, 2024) escritos por 20 autoras brasileiras, como Lygia Fagundes Telles, Jarid Arraes, Carola Saavedra, Micheliny Verunschk, Natércia Pontes e Mariana Salomão Carrara. A convite da pesquisadora e professora Maria Esther Maciel, Fabiane organizou ao seu lado a antologia Na arca: Machado de Assis e os animais, publicada em 2025 pela editora Fósforo.
Integrou os júris dos prêmios Oceanos, Jabuti, Biblioteca Nacional do Brasil, entre outros.

## Obras
- Elena Ferrante, uma longa experiência de ausência (editora Claraboia, 2020) — autora
- Depois do fim, ensaios sobre literatura e antropoceno (editora Instante, 2022) — organizadora
- O dia escuro (2024) (Companhia das Letras, 2024) – organizadora ao lado de Socorro Acioli.
- Na arca: Machado de Assis e os animais (2025) (Fósforo, 2025) – organizadora ao lado de Maria Esther Maciel.